# Crailsheim

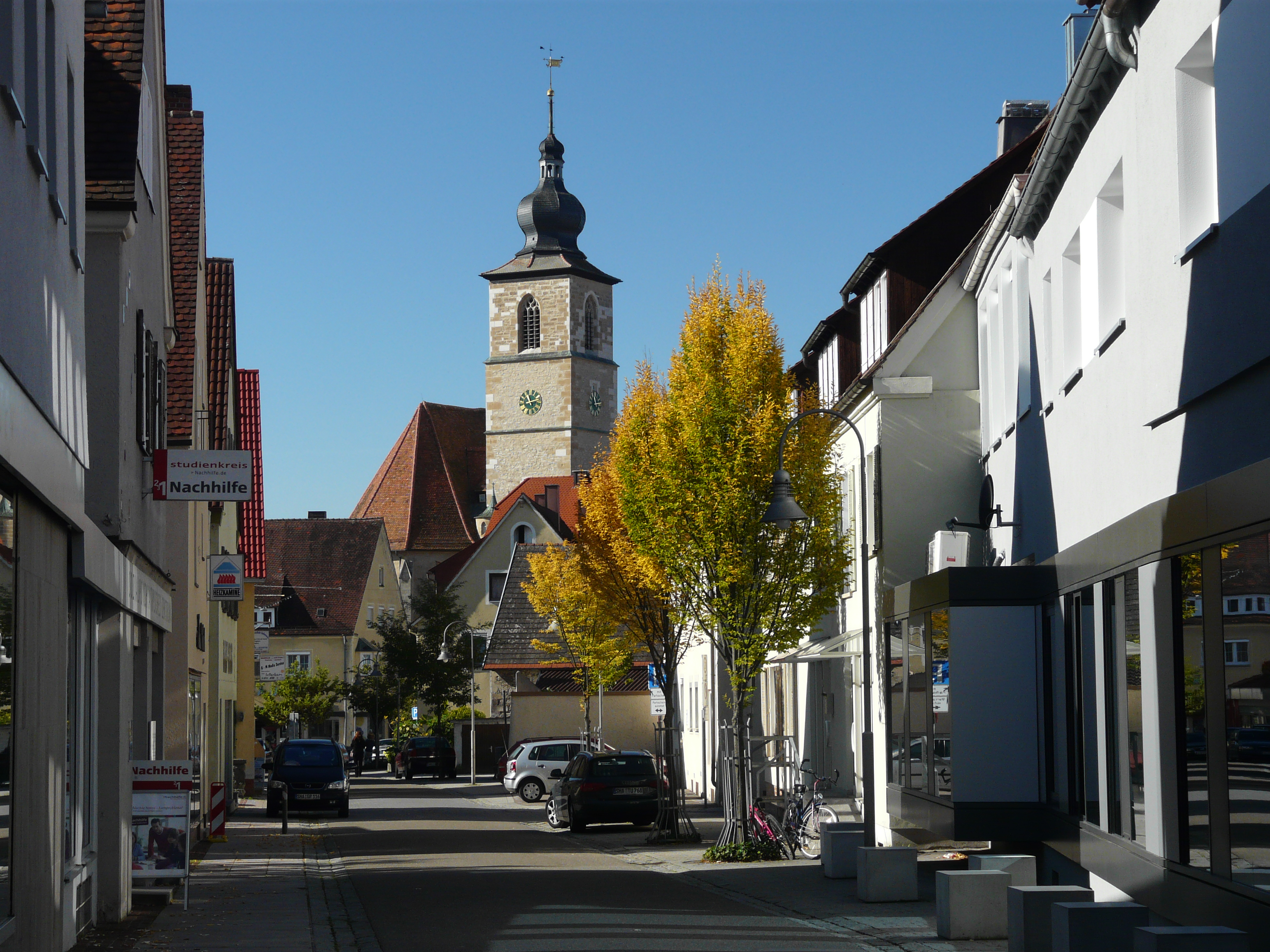
Schulstraße mit der Johanneskirche im Hintergrund

Crailsheim (im regionalen, hohenlohischen Dialekt [ˈgʀɑːlsɘ]) ist eine Stadt im fränkisch geprägten Nordosten Baden-Württembergs, etwa 32 Kilometer östlich von Schwäbisch Hall und 40 Kilometer südwestlich von Ansbach. Sie ist nach Schwäbisch Hall die zweitgrößte Stadt des Landkreises Schwäbisch Hall und die drittgrößte des Regionalverbands Heilbronn-Franken.
Seit dem 1. Januar 1972 ist Crailsheim eine Große Kreisstadt. Mit den Gemeinden Frankenhardt, Satteldorf und Stimpfach ist die Stadt Crailsheim eine Vereinbarte Verwaltungsgemeinschaft eingegangen.

## Geographie

### Lage

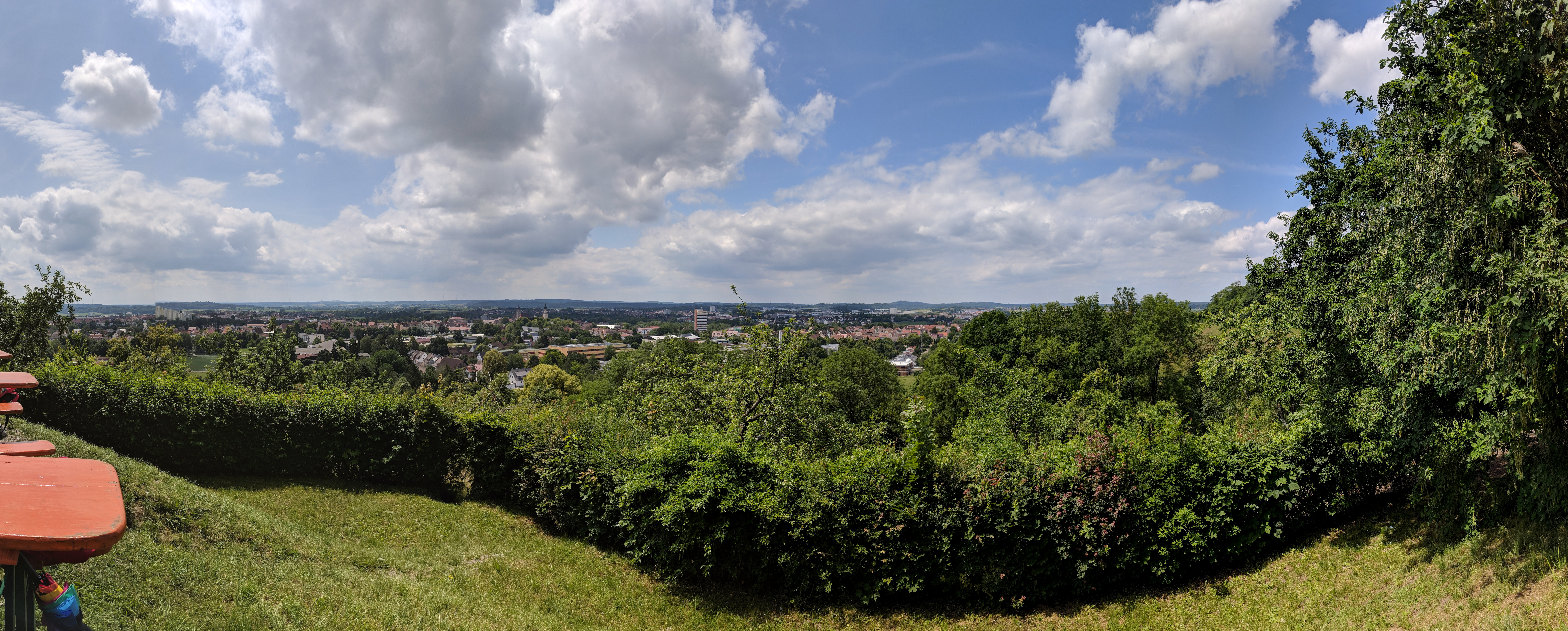
Panoramabild der Stadt Crailsheim

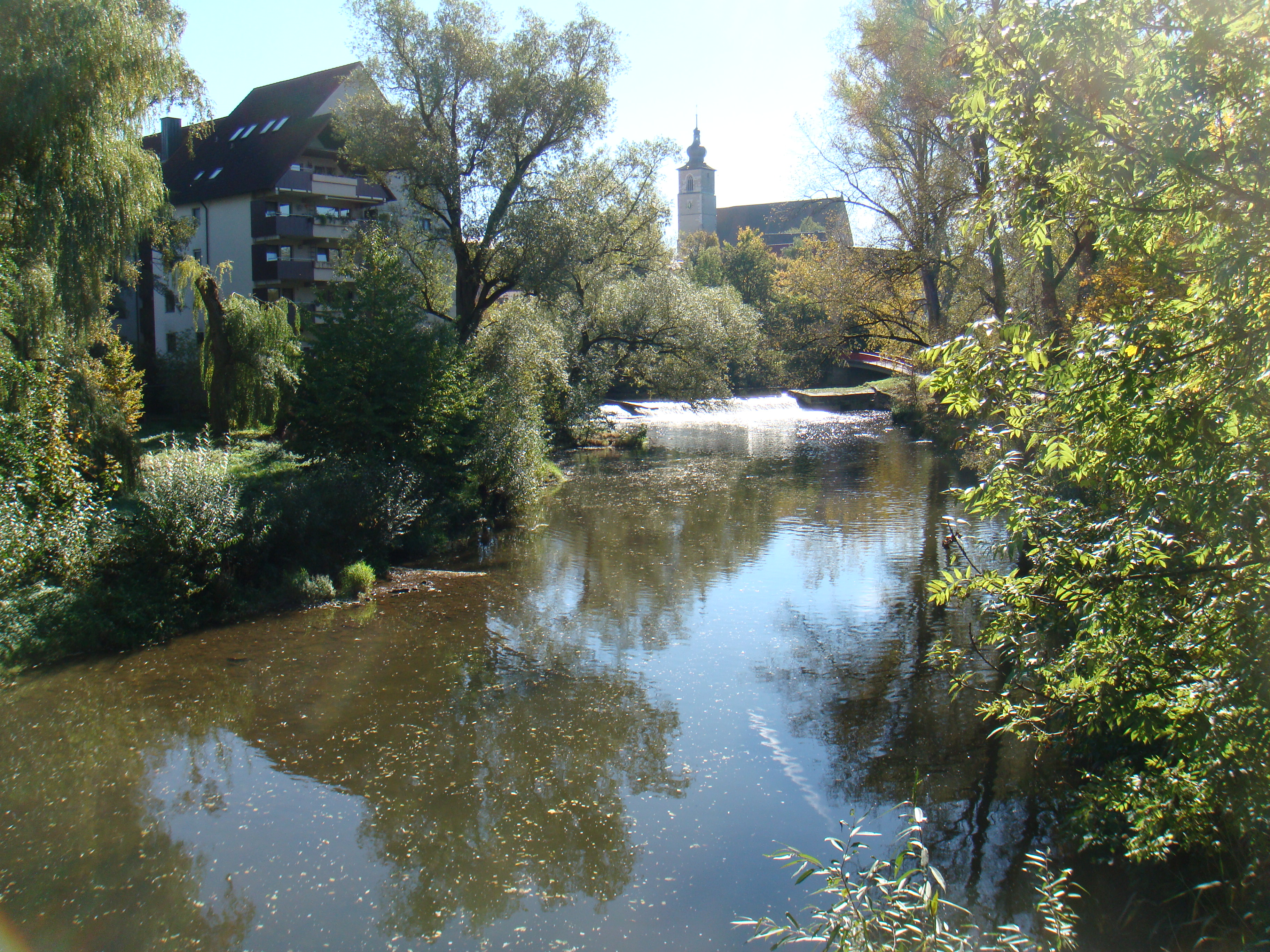
Blick nach Südosten über die Jagst zur Johanneskirche

Crailsheim liegt auf beiden Seiten der Jagst in der weiten, nach ihr benannten Stufenrandbucht Crailsheimer Bucht, die der Fluss bei seinem Austritt aus dem Keuperbergland im Süden und Osten an der Grenze zur Gäulandschaft der südöstlichen Hohenloher und Haller Ebene ausgeräumt hat. Der Fluss läuft dann in den Kocher-Jagst-Ebenen weiter. Die umrahmenden Berge östlich der Bucht, Crailsheimer Hardt genannt, sind Teil der Frankenhöhe. Den West- und Südwestrand bilden die Höhenwälder um den Burgberg (534 m), denen morphologisch getrennt im Süden die Ellwanger Berge folgen, beides Teile der Schwäbisch-Fränkischen Waldberge. Anteil am Stadtgebiet haben alle genannten Naturräume. Crailsheim gehört zum Regionalverband Heilbronn-Franken, dessen größte Stadt Heilbronn sich circa 75 km westlich befindet.

### Nachbargemeinden
Die folgenden Städte und Gemeinden grenzen an die Stadt, im Uhrzeigersinn von Nordosten, an: Satteldorf, Kreßberg, Fichtenau, Stimpfach, Frankenhardt, Vellberg, Ilshofen und Kirchberg an der Jagst (alle Landkreis Schwäbisch Hall).

### Stadtgliederung
Das Stadtgebiet Crailsheims gliedert sich in die neun Stadtteile Beuerlbach, Crailsheim, Goldbach, Jagstheim, Onolzheim, Roßfeld, Tiefenbach, Triensbach und Westgartshausen. Alle Stadtteile, ausgenommen Beuerlbach und Crailsheim, sind zugleich Ortschaften nach der baden-württembergischen Gemeindeordnung, d. h., sie haben einen Ortschaftsrat mit einem Ortsvorsteher als Vorsitzendem. Die Ortschaftsräte werden bei jeder Kommunalwahl von der wahlberechtigten Bevölkerung der Ortschaft gewählt.
Einige der Stadtteile sind administrativ weiter untergliedert in Wohngebiete bzw. -bezirke oder Wohnplätze mit eigenem Namen:

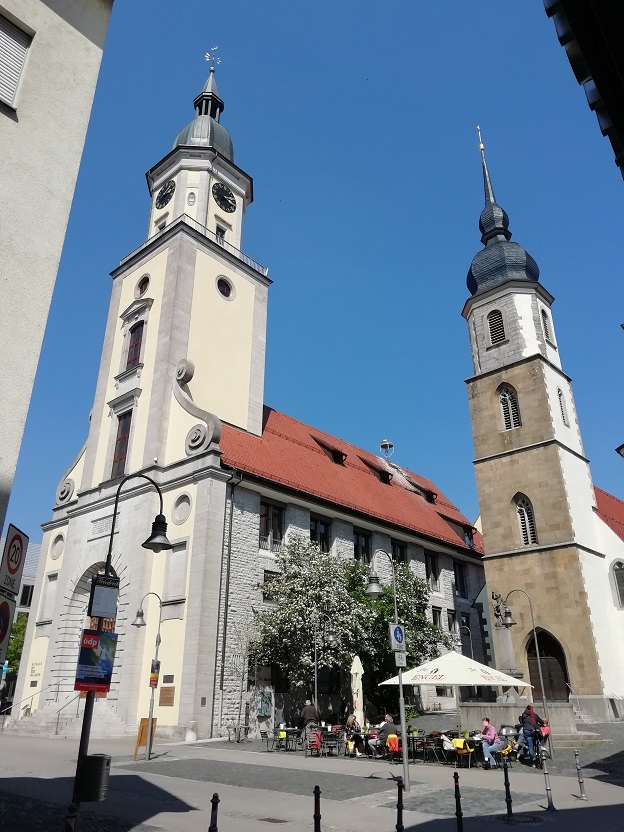
Rathaus (links) und Liebfrauenkapelle (rechts) Crailsheim

- Rathaus (links) und Liebfrauenkapelle (rechts) CrailsheimCrailsheim: Kernstadt, Altenmünster, Ingersheim und Rotmühle (Crailsheim)
- Goldbach: Goldbach; die Burgstelle der ehemaligen Burg Schönebürg ist heute eine Walderholungsanlage
- Westgartshausen: Lohr, Mittelmühle, Ofenbach, Oßhalden, Schüttberg, Wegses, Westgartshausen und Wittau sowie die abgegangene Burg Lohr der Herren von Lohr
- Jagstheim: Alexandersreut, Burgbergsiedlung (Neubausiedlung), Eichelberg, Jagstheim, Stöckenhof, Kaihof und Jakobsburg sowie die abgegangene Pfannenburg
- Onolzheim: Onolzheim und Hammerschmiede, Burgstall Onolzheim
- Roßfeld: Hagenhof, Ölhaus, Maulach, Roßfeld, Sauerbronnen und Teile des zum Wohngebiet umgebauten ehemaligen US-amerikanischen Militärstützpunkt McKee Barracks sowie die abgegangene Wasserburg Flügelau
- Tiefenbach: Rüddern, Tiefenbach, Weidenhäuser Mühle, Wollmershausen
- Triensbach: Buch, Erkenbrechtshausen, Heinkenbusch, Saurach, Triensbach und Weilershof

Die Kernstadt ihrerseits besteht aus den Wohngebieten
- Innenstadt, sie umfasst das Gebiet der Altstadt
- Schießberg, im Volksmund auch „Hexenbuckel“ genannt, im Nordosten
- Kreuzberg, ein seit den 1950er Jahren im Osten und Süden aufgebauter Stadtteil, mittlerweile der größte Stadtteil
- Türkei, ein Stadtteil im Süden (der Name rührt vermutlich von den Zuständen im Arbeiterlager, das dort für den Eisenbahnbau gegen Ende des 19. Jahrhunderts entstand, nicht aber von der Nationalität dieser Wanderarbeiter her[3])
- Fliegerhorst, auf dem ehemaligen, 1945 zerstörten Flugplatz-Areal im Westen gelegen, heute größtenteils Gewerbegebiet
- Sauerbrunnen, eine in der Nachkriegszeit aufgebaute Vertriebenensiedlung im Westen
- Roter Buck, eine vor allem in den 1960er und 1970er Jahren erbaute Siedlung im Nordwesten

### Flächenaufteilung
Nach Daten des Statistischen Landesamtes, Stand 2014.

### Raumplanung
Crailsheim bildet ein Mittelzentrum im Regionalverband Heilbronn-Franken, in der Heilbronn als Oberzentrum ausgewiesen ist. Zum Mittelbereich Crailsheim gehören neben Crailsheim die Städte und Gemeinden im nordöstlichen Teil des Landkreises Schwäbisch Hall, und zwar Blaufelden, Fichtenau, Frankenhardt, Gerabronn, Kirchberg an der Jagst, Kreßberg, Langenburg, Rot am See, Satteldorf, Schrozberg, Stimpfach und Wallhausen.

### Schutzgebiete
Auf dem Crailsheimer Stadtgebiet gibt es insgesamt sieben Naturschutzgebiete: Den Reusenberg nördlich von Maulach, das Hammersbachtal nordöstlich von Westgartshausen sowie das Naturschutzgebiet Wacholderberg-Geigerswasen bei Westgartshausen, den Crailsheimer Eichwald nordöstlich von Crailsheim und das Natur- und Landschaftsschutzgebiet Jagsttal mit Seitentälern zwischen Crailsheim und Kirchberg, das unterhalb der Kläranlage beginnt und bis Kirchberg reicht.
Hinzu kommen weitere 13 Landschaftsschutzgebiete, die ganz oder teilweise auf Crailsheimer Gebiet liegen:
- Eichenhain Hölzle südlich der Straße Jagstheim-Unterspeltach
- Jagsttal mit angrenzenden Gebieten zwischen der Kreisgrenze gegen den Ostalbkreis und der Brücke der Bundesstraße 290 über die Jagst bei der Wiesmühle
- Jagsttal zwischen der Wiesmühle und Crailsheim
- Jagstufer Heldenmühle bis zur Tiefenbacher Straße
- Keuperstufenrand bei Goldbach
- Keuperstufenrand bei Wittau
- Kreckelberg, Karlsberg (Galgenberg) mit Weinberg und Breitsee
- Kühnbachtal oberhalb Beuerlbach mit Hermannsberg
- Lerchenberg-Hahnenberg
- Pappelallee bei Onolzheim
- Reiglersbachtal und Umgebung
- Retzklinge-Ebnet-Frauenberg und Umgebung
- Veitwasen-Schlechtenberg-Lindle-Spitalfeld-Goldbachäcker und Umgebung

Außerdem liegen auf dem Stadtgebiet mehrere Teilgebiete des FFH-Gebiets Crailsheimer Hart und Reusenberg und ein Teil des FFH-Gebiets Jagst bei Kirchberg und Brettach. Die Jagst ist als Vogelschutzgebiet Jagst mit Seitentälern ausgewiesen.

## Geschichte

### Frühes und hohes Mittelalter
Das Gebiet um Crailsheim war im frühen Mittelalter Teil des zum Herzogtum Franken gehörigen Maulachgaus. Die Stadt selbst hat ihren Ursprung in einer fränkischen Siedlung aus dem 7. Jahrhundert in der Nähe eines Jagstüberganges. Die erste urkundliche Erwähnung von Crailsheim datiert von 1136,:S. 173 damals hieß es noch „Cröwelsheim“, später „Krawelsheim“. Führende Adelsfamilien in dieser Zeit waren die Herren von Lohr und von Flügelau; Teile gehörten dem Stift St. Moritz in Augsburg.:S. 176 Nach dem Aussterben der Herren von Lohr und von Flügelau kam Crailsheim Ende des 13. Jahrhunderts an die Grafen von Oettingen.:S. 176

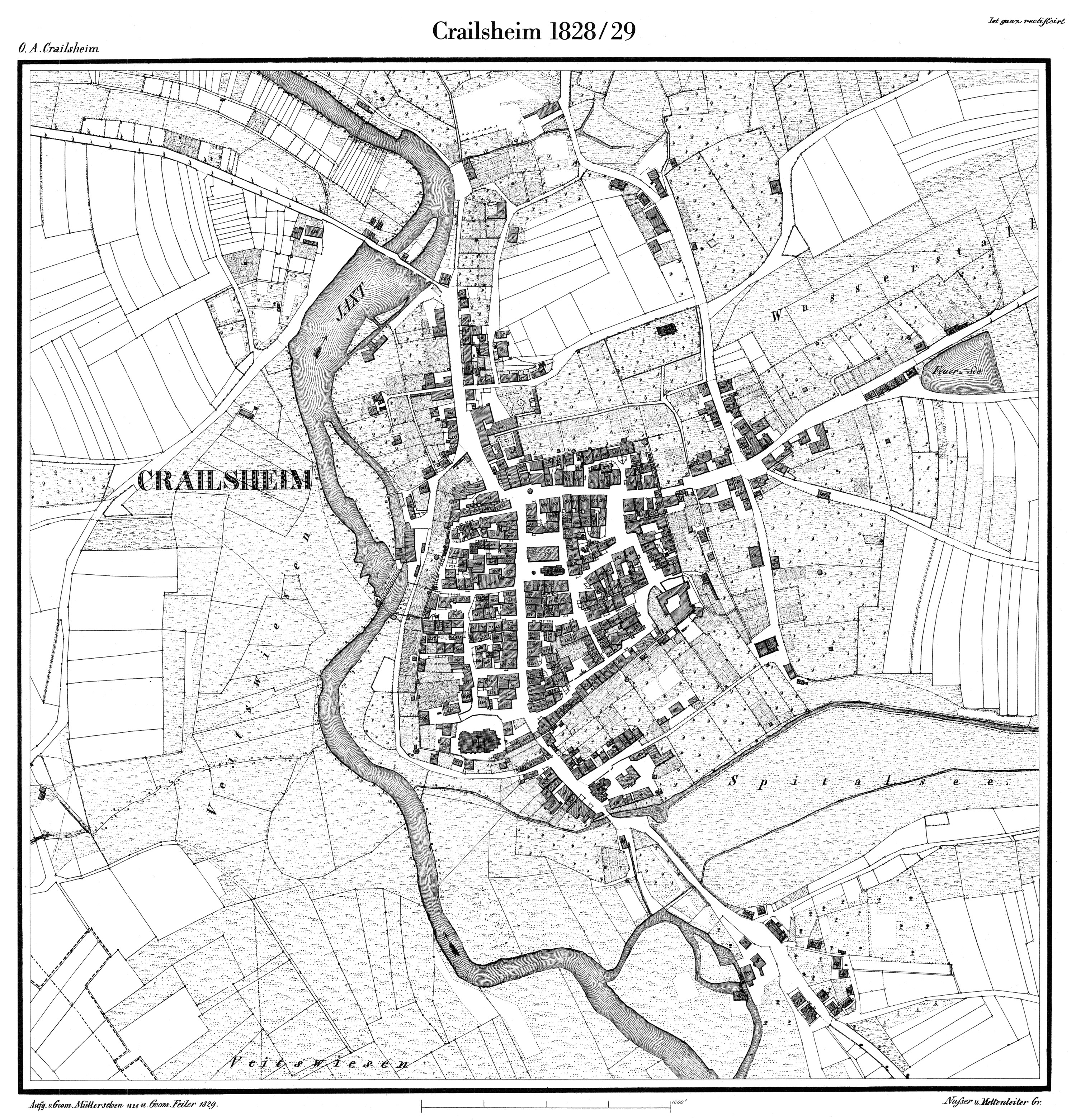
Plan Crailsheims, angefertigt 1828/29 bei der Württembergischen Landesvermessung

Nach der Verhängung der Reichsacht über Konrad Schrimpf Graf von Oettingen im Jahr 1310 wurde Crailsheim als Reichslehen eingezogen und vier Jahre später als Lehen an die Edelherren von Hohenlohe übergeben.:S. 176 Im Jahr 1324 erscheint Crailsheim als Markt, 1335 als Zollstätte, deren Einkünfte Kraft II. von Hohenlohe von Ludwig dem Bayern bekommen hatte, 1338 folgt die Erhebung zur Stadt und die Ausstattung mit hällischem Stadtrecht und dem Blutbann:S. 178. 1350 wurde mit dem Bau einer Stadtmauer begonnen.:S. 178

### Der schwäbische Städtebund und die Horaffensage
Im Jahr 1376 schlossen sich verschiedene Städte im Schwäbischen Städtebund gegen Kaiser Karl IV. zusammen, der sie hart auspresste und aufgrund seiner Raffgier auch „des deutschen Reiches Stiefvater“ genannt wurde. Unterstützung erhielt er dabei u. a. von Kraft IV. von Hohenlohe. Nach wechselseitigen Plünderungen und Brandschatzungen zogen die zum Schwäbischen Städtebund gehörenden Reichsstädte Schwäbisch Hall, Rothenburg und Dinkelsbühl im Herbst 1379 vor der in hohenlohischem Besitz stehenden Stadt Crailsheim auf und belagerten sie, bis sie erfolglos am 17. Februar, dem Mittwoch vor Estomihi, des Jahres 1380 abziehen mussten.:S. 179 Soweit sind die Vorgänge historisch belegt.
Es wird gern erzählt, dass die eingeschlossenen Crailsheimer – vor allem die Crailsheimerinnen – nach Monaten der Belagerung, die sie zermürbt hatte, zu einer letzten List griffen, um die Stürmung der Stadt abzuwenden. Die Frauen sammelten das letzte noch vorhandene Mehl, buken daraus die in ihrer Form unverkennbaren Horaffen (= „Horn offen“) und warfen sie über die Stadtmauer. Gleichzeitig bestieg die Bürgermeistersgattin mutig die Stadtmauer und zog blank: Sie streckte den Angreifern ihr Hinterteil entgegen, dessen Konturen von unten, aus der Sicht der Belagerer, denen der Horaffen glichen. Die Reichsstädter erschraken ob der Leibesfülle und fürchteten nun, dass alle eingeschlossenen Crailsheimer so wohlgenährt wie des Bürgermeisters Gattin seien und es daher noch lange brauchen würde, die Stadt auszuhungern. Da die von den Städten eingesetzten Söldnerheere große Summen verschlangen, sah man sich angesichts dessen zum Abzug genötigt. Die Crailsheimer feiern seit damals den Mittwoch vor Estomihi als Stadtfeiertag (2016 am 3. Februar), an dem die Schüler der Crailsheimer Schulen je einen Horaffen von den Crailsheimer Bäckereien geschenkt bekommen.:S. 179
Eine andere Deutung des Horaffengebäcks geht auf die Frau Krafts II. von Hohenlohe, Adelheid von Württemberg, zurück. Sie soll ihren Wohnsitz auf der Schönebürg bei Goldbach (daher dort wohl die Straße Adelheidsruh bzw. die Adelheidstraße gegenüber vom Volksfestplatz) gehabt haben und oft über das Ansbacher Tor nach Crailsheim gefahren sein, das sich vor ihr von selbst aufgetan habe. Sie soll eine Seelstiftung in der Johanneskirche angelegt haben, auf die sich die Horaffen als sog. Seelgebäck beziehen, und hat wohl der Stadt Crailsheim Felder, Wiesen und Wälder sowie Fischteiche vermacht, die dadurch zur Allmende wurden.:S. 180

### Zugehörigkeit zum Fürstentum Ansbach
1387 wurde die Stadt von den Hohenloher Grafen an die drei Reichsstädte Rothenburg, Hall und Dinkelsbühl, im Folgejahr und erneut 1390 an die Landgrafen von Leuchtenberg verpfändet. Letztere verkauften die Stadt 1399 für 26.000 Gulden an die Burggrafen zu Nürnberg aus dem Haus Hohenzollern, die später zu Markgrafen von Brandenburg-Ansbach wurden. Crailsheim war damit ein Teil des Fürstentums Ansbach, das ab 1500 zum Fränkischen Reichskreis gehörte; im Fürstentum Ansbach wurde schon frühzeitig die Reformation durchgeführt (siehe dazu auch unten bei Religionen).
In Crailsheim haben zwischen 1552 und 1603 Hexenverfolgungen stattgefunden. 17 Männer und Frauen, darunter eine Anna Dürrin, gerieten in einen Hexenprozess. Mindestens sechs überlebten nicht. Die letzte Hinrichtung wurde 1594 an Anna Dasing „die Seilerin“ genannt, vollzogen.
Im 18. Jahrhundert waren bereits zahlreiche jüdische Familien angesiedelt, die sich 1783 eine eigene Synagoge errichteten. Sie wurde beim Novemberpogrom 1938 geschändet und fiel später dem Zweiten Weltkrieg zum Opfer.
1791/1792 ging Crailsheim zusammen mit dem Fürstentum Ansbach an Preußen über; 1806 kam es infolge der Koalitionskriege an das Königreich Bayern.

### Württembergische Zeit

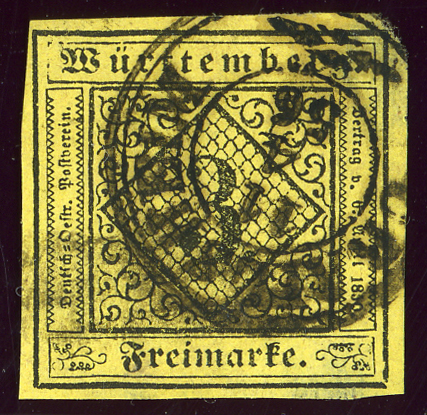
Freimarke des Königreichs Württemberg aus dem Jahr 1856

1810 wurde die Stadt auf Grund des Grenzvertrags von 1810 von Bayern an das Königreich Württemberg abgetreten. Württemberg machte Crailsheim zum Sitz des Oberamtes Crailsheim, was in seiner Funktion einem heutigen Landkreis entsprach. 1817 wurde das Oberamt Crailsheim dem neu gegründeten württembergischen Jagstkreis unterstellt, der die Aufgaben eines heutigen Regierungsbezirks ausübte.
Der Eisenbahnbau der Württembergischen Staatsbahnen machte die Stadt zum Eisenbahnknotenpunkt und Grenzbahnhof an der bedeutenden Linie Stuttgart–Nürnberg (1875). Es setzte ein merklicher Wirtschaftsaufschwung ein.

### NS-Zeit

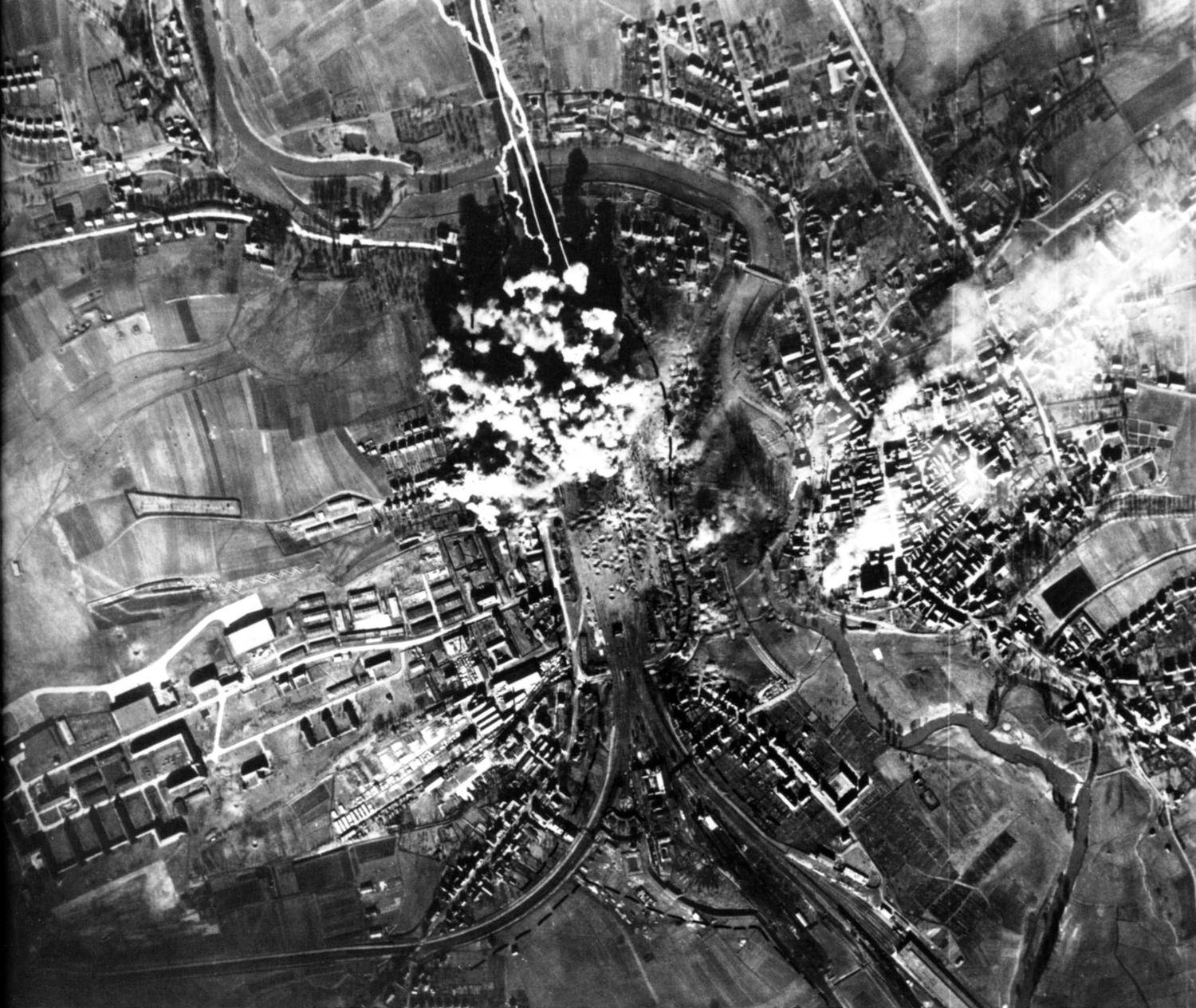
Luftangriff auf Crailsheim
am 23. Februar 1945

In den 1930er Jahren errichtete die Luftwaffe im Westen der Stadt einen Flugplatz. Während der NS-Zeit gab es in Württemberg mehrere Verwaltungsreformen. So wurde 1934 das Oberamt Crailsheim zum Kreis Crailsheim, aus dem 1938 der Landkreis Crailsheim hervorging.
Im Frühjahr 1931 marschierten über 1.000 Angehörige der SA nach einer NSDAP-Versammlung durch Crailsheim, um die jüdischen Geschäftsinhaber einzuschüchtern. Am 21. März 1933 durchsuchten SA-Angehörige aus Heilbronn Häuser von NS-Gegnern und Juden; die Opfer wurden durch die Stadt getrieben, im Schloss stundenlang gefangengehalten und zusammengeschlagen („Judenauspeitschung“). Am 1. April 1933 verwehrten SA-Leute Käufern den Zutritt zu jüdischen Geschäften. Beim Novemberpogrom 1938 wurde die Inneneinrichtung der Synagoge zerstört, diese wegen der dichten Bebauung jedoch nicht in Brand gesetzt. Das Gebäude wurde 1942 als Unterkunft für Zwangsarbeiter umgebaut und 1945 kriegszerstört. Die jüdische Gemeinde wurde im Juli 1939 aufgelöst. Das Gedenkbuch des Bundesarchivs für die Opfer der nationalsozialistischen Judenverfolgung in Deutschland (1933–1945) verzeichnet namentlich 52 jüdische Einwohner Crailsheims, die deportiert und größtenteils ermordet wurden. Die Zentrale Datenbank der Namen der Holocaustopfer (Beta) von Yad Vashem verzeichnet namentlich 45 jüdische Bürgerinnen und Bürger, die vor dem Krieg in Crailsheim ansässig waren und ermordet wurden. 2012 wurden von Gunter Demnig die ersten Stolpersteine für die Opfer in Crailsheim verlegt.
Flugplatz und Eisenbahn waren im Zweiten Weltkrieg ab 1944 Ziel alliierter Luftangriffe. Nachdem die Stadt bereits Anfang April 1945 von den Amerikanern eingenommen worden war, zwangen deutsche Gegenangriffe während der Schlacht um Crailsheim die Amerikaner noch einmal zum Rückzug. Im Zuge ihrer zweiten Eroberung wurde die Stadt am 20. April 1945 durch US-amerikanische Luftangriffe zu 80 %, die historische Innenstadt zu 95 % zerstört.

### Nachkriegszeit
1945 fiel Crailsheim in die Amerikanische Besatzungszone und gehörte somit zum neu gegründeten Land Württemberg-Baden. Mit der Gründung Baden-Württembergs 1952 wurde die Stadt Bestandteil des heutigen Bundeslandes.
Nach dem Krieg baute man Crailsheim nicht nach historischem Vorbild, sondern im Rahmen einer Generalplanung nach den damals modernen Auffassungen wieder auf; das Stadtbild wurde dabei stark verändert.
Mit der ersten Eingliederung von Nachbargemeinden 1971 überschritt die Einwohnerzahl der Stadt Crailsheim die 20.000-Grenze. Daraufhin stellte die Stadtverwaltung den Antrag auf Erhebung zur Großen Kreisstadt, was die baden-württembergische Landesregierung dann mit Wirkung vom 1. Januar 1972 beschloss. Im Zuge der Kreisreform zum 1. Januar 1973 wurde der Landkreis Crailsheim dem Landkreis Schwäbisch Hall zugeschlagen.
2015 wurde Crailsheim der Ehrentitel „Reformationsstadt Europas“ durch die Gemeinschaft Evangelischer Kirchen in Europa verliehen.

### Eingemeindungen
- 1. April 1940: Ingersheim mit Altenmünster und Rodmühle
- 1. Januar 1971: Tiefenbach[13]
- 1. August 1971: Onolzheim[13]
- 1. Januar 1972: Roßfeld[13]
- 1. März 1972: Jagstheim[14]
- 1. Januar 1973: Westgartshausen[14]
- 1. Januar 1975: Goldbach, Triensbach und der Ortsteil Beuerlbach der Gemeinde Satteldorf[15]

| Ingersheim | Tiefenbach | Onolzheim | Roßfeld | Jagstheim | Westgartshausen | Goldbach | Triensbach | Beuerlbach |
| ---------- | ---------- | --------- | ------- | --------- | --------------- | -------- | ---------- | ---------- |

### Einwohnerstatistik
Einwohnerzahlen nach dem jeweiligen Gebietsstand. Die Zahlen sind Schätzungen, Volkszählungsergebnisse  (1) oder amtliche Fortschreibungen der jeweiligen Statistischen Ämter (nur Hauptwohnsitze).
| Jahr                   | Einwohner  |
| ---------------------- | ---------- |
| 1737                   | etwa 2.400 |
| 1823                   | 2.688      |
| 1843                   | 3.012      |
| 1855                   | 2.854      |
| 1. Dezember 1871       | 3.688      |
| 1. Dezember 1880 (1)   | 4.642      |
| 1885                   | 4.710      |
| 1. Dezember 1900 (1)   | 5.251      |
| 1. Dezember 1910 (1)   | 6.101      |
| 16. Juni 1925 (1)      | 6.420      |
| 16. Juni 1933 (1)      | 6.444      |
| 17. Mai 1939 (1)       | 8.940      |
| Dezember 1945          | 8.202      |
| 13. September 1950 (1) | 10.133     |
| 6. Juni 1961 (1)       | 14.387     |
| 27. Mai 1970 (1)       | 16.540     |

| Jahr              | Einwohner |
| ----------------- | --------- |
| 31. Dezember 1975 | 24.506    |
| 31. Dezember 1980 | 24.685    |
| 25. Mai 1987 (1)  | 26.083    |
| 31. Dezember 1990 | 27.917    |
| 31. Dezember 1995 | 31.222    |
| 31. Dezember 2000 | 32.063    |
| 31. Dezember 2005 | 32.574    |
| 31. Dezember 2010 | 33.021    |
| 9. Mai 2011 (1)   | 32.303    |
| 31. Dezember 2015 | 33.768    |
| 31. Dezember 2016 | 33.735    |
| 31. Dezember 2017 | 34.130    |
| 31. Dezember 2018 | 34.400    |
| 31. Dezember 2020 | 34.881    |
| 31. Dezember 2021 | 35.096    |
| 31. Dezember 2022 | 35.760    |
| 31. Dezember 2023 | 36.239    |

Einwohnerentwicklung von Crailsheim von 1837 bis 2017

Nach Angaben des Regionalen Rechenzentrums lebten zum 31. Dezember 2023 insgesamt 36.476 Einwohner in der Stadt, davon 17.886 Frauen (49,0 Prozent) und 18.590 Männer (51,0 Prozent). 8.109 Einwohner (22,2 Prozent) hatten keinen deutschen Pass. Die relevantesten Herkunftsländer waren Rumänien, die Türkei, die Ukraine sowie Ungarn. Insgesamt lebten in Crailsheim 107 verschiedene Nationalitäten zusammen.
Abweichungen zu den in der Tabelle genannten Zahlen ergeben sich aufgrund unterschiedlicher Datenquellen, namentlich der Melderegisterfortschreibung des Regionalen Rechenzentrums sowie der amtlichen Landesfortschreibung des Statistischen Landesamts Baden-Württemberg. Beide Angaben sind methodisch korrekt.

### Christentum
Das Gebiet der Stadt Crailsheim gehörte ursprünglich zum Bistum Würzburg und war dem Archidiakonat Kapitel Crailsheim zugeordnet. 1522 begann mit der ersten evangelischen Predigt durch Adam Weiß die Reformation in der Stadt, die sich bald vollständig durchsetzte (1525 neue Kirchenordnung). Die Stadt wurde alsbald auch Sitz eines Dekanats innerhalb der Markgraftums Ansbach. Danach war Crailsheim über viele Jahrhunderte eine überwiegend protestantische Stadt. Seit dem Übergang an Württemberg gehört die Kirchengemeinde zur Evangelischen Landeskirche in Württemberg. Weiterhin blieb Crailsheim Sitz eines Dekanats (siehe Kirchenbezirk Crailsheim, seit 2024 fusioniert zum Kirchenbezirk Crailsheim-Blaufelden), zu dem heute die Kirchengemeinden des gesamten Umlands gehören. Das Gebiet der Kernstadt betreut heute die Gesamtkirchengemeinde Crailsheim, bestehend aus der Johanneskirchengemeinde und der Christuskirchengemeinde (Sauerbrunnen/Roter Buck), dazu kommen die Kirchengemeinden in Altenmünster und Ingersheim, weitere Kirchengemeinden bestehen in den Stadtteilen Goldbach, Ingersheim, Jagstheim, Onolzheim, Roßfeld, Tiefenbach, Triensbach und Westgartshausen.
Spätestens seit dem 19. Jahrhundert zogen auch Katholiken nach Crailsheim. Seit 1877 gibt es wieder eine eigene Pfarrei und 1886/87 wurde die Kirche St. Bonifatius erbaut, die 1966 durch einen turmlosen Neubau ersetzt wurde. Die zweite Pfarrei „Zur Allerheiligsten Dreifaltigkeit“ wurde 1964 gegründet und bezog im selben Jahr eine neue Kirche. Beide Kirchengemeinden bilden heute die Seelsorgeeinheit Crailsheim im Dekanat Schwäbisch Hall innerhalb des Bistums Rottenburg-Stuttgart, die alle Katholiken im Stadtgebiet Crailsheim betreut. Außer den beiden Kirchen der Kernstadt gibt es noch drei weitere katholische Kirchen im Stadtgebiet, in Onolzheim (Christus König), Jagstheim (St. Peter und Paul) und Westgartshausen (Heilig-Geist).
Neben den beiden großen Kirchen gibt es in Crailsheim auch Freikirchen, darunter eine Evangelisch-Freikirchliche Gemeinde, eine Evangelisch-methodistische Kirche, eine Freie Christliche Gemeinde, die Gemeinschaft der Siebenten-Tags-Adventisten, die Selbständige Evangelisch-Lutherische Kirche, den Süddeutschen Gemeinschaftsverband und das Christliche Zentrum der Volksmission.
Ferner sind in Crailsheim eine katholisch-apostolische Gemeinde, die Neuapostolische Kirche – zusätzlich auch in Goldbach und Jagstheim – sowie die Zeugen Jehovas vertreten.

### Konfessionsstatistik
Gemäß dem Zensus 2011 waren 54,0 % der Einwohner evangelisch, 21,2 % katholisch und 24,8 % gehörten einer anderen Glaubensgemeinschaft oder keiner Glaubensgemeinschaft an oder verblieben ohne Angabe.
Der Anteil der Protestanten und Katholiken an der Gesamtbevölkerung ist seitdem jährlich um zirka 1,5 Prozentpunkt gesunken. Gemäß dem Zensus 2022 waren (Stand Mai 2022) 41,6 % der Einwohner evangelisch, 17,5 % katholisch, und 40,9 % waren konfessionslos, gehörten einer anderen Glaubensgemeinschaft an oder machten keine Angabe. Mit Stand 31. Dezember 2023 waren 38,6 % der Bevölkerung evangelisch, 16,4 % katholisch und die restlichen 45,0 % gehörten anderen Glaubensgemeinschaften an oder waren konfessionslos.

## Politik

### Gemeinderat
Der Gemeinderat der Stadt Crailsheim hat neben dem Oberbürgermeister als Vorsitzendem 40 Mitglieder, die den Titel Stadtrat führen. Die Wiederholungswahl zur Kommunalwahl am 9. Juni 2024, welche am 23. März 2025 stattfand, führte zu folgendem Ergebnis:
| Partei / Liste | Stimmen- anteil | +/− %p | Sitze | +/− |
| -------------- | --------------- | ------ | ----- | --- |
| CDU            | 30,50 %         | − 1,40 | 12    | − 2 |
| AWV            | 22,54 %         | − 2,79 | 9     | − 2 |
| SPD            | 21,50 %         | + 3,22 | 9     | + 1 |
| Grüne          | 11,00 %         | + 1,61 | 4     |     |
| BLC            | 06,47 %         | + 0,44 | 3     |     |
| AfD            | 00,00 %         | − 8,25 | 0     | − 3 |
| ABC            | 07,99 %         | + 7,16 | 3     | + 3 |

+/−: Veränderung gegenüber der Wahl 2024
Entgegen dem Bundestrend gewannen vor allem SPD und Grüne Stimmen, während CDU und die Allgemeine Wählervereinigung Stimmen einbüßten. Die größten Zuwächse erzielten die Aktiven Bürger Crailsheim (ABC). Die AfD trat bei der Wiederholungswahl nicht erneut an, da die Liste der Wahlvorschläge nicht rechtzeitig eingereicht wurde.
Der Frauenanteil im Gremium beträgt 20 Prozent. Die Anzahl an Stadträten aus den Teilorten stieg trotz Abschaffung der unechten Teilortswahl. Die Wahlbeteiligung lag bei niedrigen 33,1 Prozent; der Trend der steigenden Wahlbeteiligung nach 35,0 Prozent im Jahre 2014, 44,7 Prozent 2019 und 48,61 Prozent 2024 konnte nicht aufrechterhalten werden.
Die seit 1984 im Gemeinderat vertretene Unabhängige Grüne Liste (UGL) trat ab der Wahl 2014 nicht mehr an. Aus ihr hervorgegangen sind die Liste der Grünen und die Bürgerliste Crailsheim (BLC). Erstmals trat 2024 auch die Liste Aktive Bürger mit einem einzelnen Bewerber an, blieb jedoch mit nur 0,83 Prozent der Stimmen zunächst erfolglos und konnte sich erst ab 2025 im Gremium etablieren.
Vor der Abschaffung der unechten Teilortswahl bestand der Gemeinderat aufgrund von Überhangmandaten lange aus 43 statt zu wählenden 36 Mitgliedern. Im Zuge der Abschaffung wurde die Mitgliederzahl für zwei Wahlperioden auf 40 festgelegt.

#### Anfechtung der Gemeinderatswahl 2024
Am 11. Juni 2024, einen Tag nach Bekanntgabe des vorläufigen Endergebnisses der Kommunalwahl 2024, wurde bekannt, dass die Wahl beim Regierungspräsidium Stuttgart nach Paragraf 31 des Kommunalwahlgesetzes angefochten wurde. Nach Angaben des Bürgermeisters und Wahlleiters Jörg Steuler wurde als Begründung die Unechte Teilortswahl und die Nichtanpassung von Sitzzahlen genannt. Die klagende Person habe sich auf ein Urteil des Verwaltungsgerichtshofs Baden-Württembergs aus dem Jahr 2022 berufen, das die Gemeinderatswahl 2019 in Tauberbischofsheim für ungültig erklärte. Über die Anfechtung entscheidet nach einer individuellen Prüfung das Regierungspräsidium Stuttgart. Dem Antrag wurde stattgegeben, die Wahl für ungültig erklärt und eine Wiederholungswahl angeordnet. Die Wiederholungswahl wird am 23. März 2025 stattfinden.
Dem vorausgegangen waren mehrere Initiativen von Oberbürgermeister Christoph Grimmer und der Fraktion der Grünen, die Unechte Teilortswahl rechtzeitig vor der Wahl 2024 abzuschaffen. Dies wurde insbesondere auch mit dem oben genannten Urteil bezüglich der Situation in Tauberbischofsheim begründet. In Crailsheim sei die Überrepräsentation einzelner Teilorte teils noch erheblich höher, begründete Grimmer 2023, und rechnete einer Wahlanfechtung in Crailsheim große Chancen aus. Beispielsweise ergebe sich für Beuerlbach eine Überrepräsentation von 70,48 Prozent, für Triensbach von 53,01 Prozent, für Tiefenbach von 39,85 Prozent und für Westgartshausen von 29,56 Prozent. Sowohl für die gänzliche Abschaffung, als auch für einen Kompromissvorschlag, der die Schaffung von fünf Wahlbezirken vorsah, fanden sich jedoch keine Mehrheiten im Gemeinderat.

### Bürgermeister
An der Spitze der Stadt stand ursprünglich ein Vogt, der die hohe Gerichtsbarkeit ausübte. Die niedere Gerichtsbarkeit oblag dem Rat, den beiden Bürgermeistern und zwölf Richtern. Dem Rat gehörten ab 1338 sieben, danach neun Männer an. Später gab es einen Oberen und einen Unteren Rat. Der Rat wurde mehrfach verändert. In württembergischer Zeit stand der Stadtschultheiß an der Spitze der Stadt, der nach Einführung der Deutschen Gemeindeordnung 1935 die Amtsbezeichnung Bürgermeister erhielt. Seit 1972, als Crailsheim Große Kreisstadt wurde, trägt das Stadtoberhaupt die Amtsbezeichnung Oberbürgermeister. Dieser wird von der wahlberechtigten Bevölkerung auf acht Jahre direkt gewählt.

#### Oberbürgermeister
Seit dem 1. Februar 2018 ist der parteilose Christoph Grimmer Oberbürgermeister. Er hatte sich in der Wahl am 12. November 2017 mit 56,9 % der abgegebenen Stimmen bei einer Wahlbeteiligung von 39,1 % in einem breiten Bewerberfeld von zwölf Kandidaten unter anderem gegen die Mitbewerber Ulrich Seel (CDU; 12,14 %), Sebastian Klunker (parteilos; 11,54 %) und Jürgen Loga (parteilos; 9,29 %) im ersten Wahlgang mit absoluter Mehrheit durchsetzen können.
Vorgänger war vom 1. Februar 2010 bis zum 31. Januar 2018 Rudolf Michl (SPD), der aus ausschließlich privaten Gründen von einer erneuten Kandidatur zu einer zweiten Amtszeit absah. Michl wurde am 29. November 2009 im zweiten Wahlgang in sein Amt gewählt, nachdem keiner der Kandidaten im ersten Wahlgang am 8. November 2009 die absolute Mehrheit erreichen konnte. Bei dieser war nur noch eine einfache Mehrheit erforderlich. Michl erzielte dabei eine absolute Mehrheit von 50,8 %. Michls Vorgänger war von 1999 bis 2009 Andreas Raab (CDU), der am 25. Juni 2009 wegen gesundheitlicher Probleme und Angriffen aus dem Gemeinderat gegen sich seinen Rücktritt zum 31. Oktober 2009 erklärt hatte, um dann am 17. Juli 2009 bekannt zu geben, schon mit Ablauf des 11. September 2009 als Oberbürgermeister aus dem Amt zu scheiden und auch sein Kreistagsmandat, für das er erst am 7. Juni 2009 als kreisweiter Stimmenkönig wiedergewählt worden war, niederzulegen.

#### Beigeordnete
Crailsheim besitzt derzeit neben dem Oberbürgermeister einen hauptamtlichen Stellvertreter, den Bürgermeister für Soziales und Bauen. Seit dem 14. Juni 2018 hält dieses Amt der parteilose Jörg Steuler inne. Er betreut die Ressorts Stadtentwicklung, Bauen und Verkehr, Soziales und Kultur sowie Sicherheit und Bürgerservice. Steuler stammt aus Neuwied und war dort zuvor langjährig als Bauamtsleiter tätig.
Bis 2018 hatte der Oberbürgermeister zwei Beigeordnete als hauptamtliche Stellvertreter. Der erste Beigeordnete trug die Amtsbezeichnung Erster Bürgermeister. Dieses Amt hatte seit 1994 bis zuletzt der parteilose Harald Rilk inne, der 1999 bis 2009 zugleich für die Freien Wähler Mitglied des Kreistags war. Der weitere Beigeordnete und zweite Stellvertreter des Oberbürgermeisters trug die Amtsbezeichnung Bürgermeister und war unter anderem für Bauangelegenheiten („Baubürgermeister“) zuständig. Seit 2002 bekleidete dieses Amt Herbert Holl (CDU). Die Amtszeiten der beiden Stellvertreter endeten je im Februar und April 2018. Beide wollten für keine weitere Amtszeit zur Verfügung stehen. Ein Wahlkampfanliegen Grimmers war es, die Organisation der Stadtspitze zu optimieren und in diesem Zuge künftig nur noch einen Beigeordneten zu bestellen. Mit Beschluss des Gemeinderates in der Februarsitzung 2018 wurde diesem Vorschlag entsprochen.

### Wappen
| Wappen der Stadt Crailsheim | Blasonierung: „Das Wappen der Stadt Crailsheim zeigt in Gold drei gestürzte schwarze Kesselhaken („Kräuel“ oder „Craile“) nebeneinander.“ |
| Wappen der Stadt Crailsheim | Wappenbegründung: Es handelt sich um ein so genanntes „redendes Wappen“. Die Kräuel sind schon im Siegel um 1310 nachweisbar. Anfangs waren sie aufrecht, d. h. in Arbeitsstellung mit den Griffen nach oben, abgebildet, ab 1434 erscheinen sie dann in gestürzter Lage, die Dreipässe (Ringe) nach unten. Im 19. Jahrhundert wurden die Wappenfarben festgelegt. |

Die Stadtflagge ist schwarz-gelb.

### Städtepartnerschaften
Crailsheim unterhält seit 1947 eine Städtepartnerschaft mit Worthington, Minnesota (USA), die erste deutsch-amerikanische Städtepartnerschaft überhaupt. Seit 1969 ist Crailsheim Partnerstadt von Pamiers (Südfrankreich) und seit 2000 auch von Jurbarkas (Litauen) und Biłgoraj (Polen).

## Wirtschaft und Infrastruktur
Voith Turbo betreibt Schwermaschinenbau in Crailsheim. Auch sind einige Sondermaschinenbauer ansässig, vor allem Hersteller von Verpackungsmaschinen: die Unternehmen Groninger & Co. GmbH, Gerhard Schubert GmbH, R. Weiss Verpackungstechnik GmbH & Co. KG und ein Werk der Syntegon Technology GmbH.
Die Konsumgüterbranche ist mit einem Werk der US-Firma Procter & Gamble und mehreren Betrieben der Lebensmittelindustrie vertreten: eine Produktionsstätte der Firma Bürger-Maultaschen, der Schlacht- und Zerlegebetrieb Vion Crailsheim GmbH, eine Brotfabrik (Teil der Lieken-Gruppe mit 300 Mitarbeitern), sowie die Privatbrauerei Engel. Die Stadt ist Heimat und Sitz der Schuhmarke Möbus. Die Sparkasse Schwäbisch Hall-Crailsheim hat ihren Hauptsitz in Crailsheim und in Schwäbisch Hall.
Die Crailsheimer Unternehmen beschäftigen insgesamt über 20.000 Arbeitnehmer und machen die Stadt, zusammen mit ihren Handelsbetrieben, zum wirtschaftlichen Mittelpunkt der Region. Crailsheim ist die zentrale Einkaufsstadt für 100.000 Personen. Im Umland wird Landwirtschaft betrieben.

### Verkehr

#### Eisenbahn

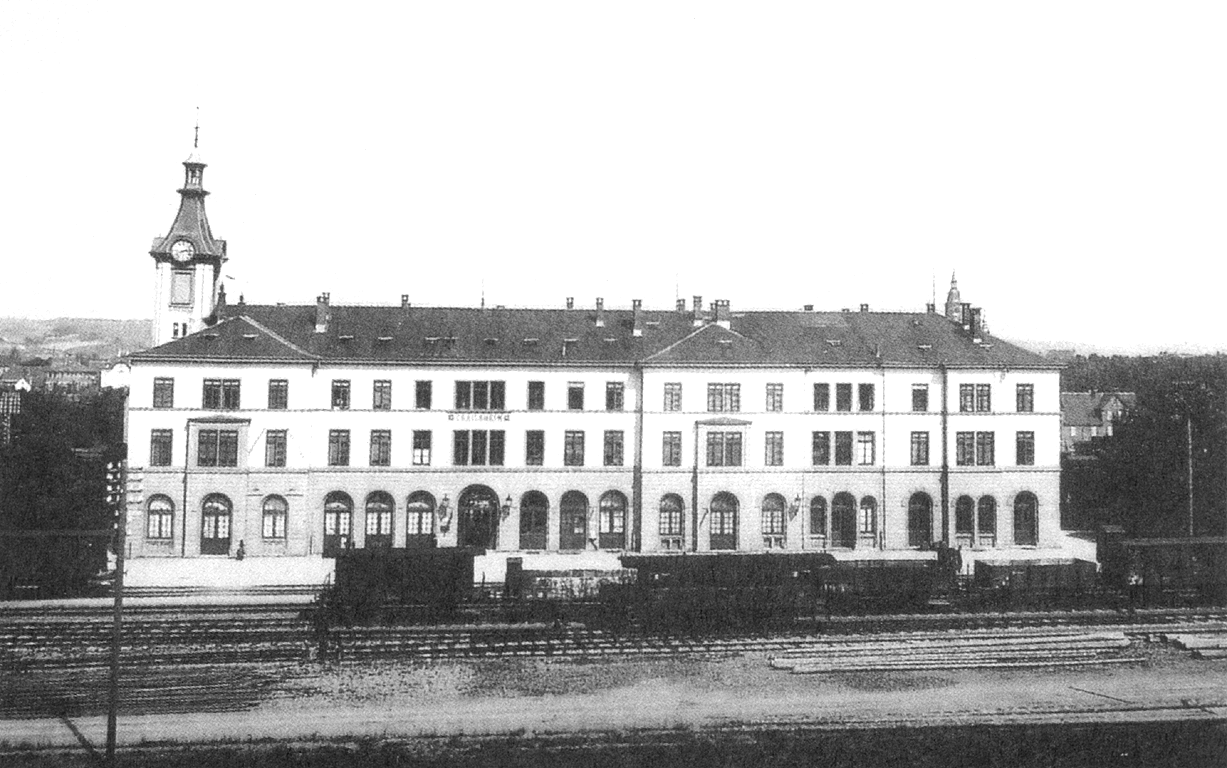
Erster Bahnhof in Crailsheim, Bild von 1905

Der Bahnhof Crailsheim ist ein wichtiger Eisenbahnknotenpunkt. Hier treffen die Bahnstrecke Goldshöfe–Crailsheim, die Bahnstrecke Crailsheim–Heilbronn, die Bahnstrecke Nürnberg–Crailsheim und die Bahnstrecke Crailsheim–Königshofen aufeinander.
Crailsheim wird über die Intercity-Linie 61 (Basel–) Karlsruhe–Stuttgart–Aalen–Nürnberg im Zwei-Stunden-Takt von Fernzügen angefahren. Der Regionalverkehr nach Stuttgart, Nürnberg, Ulm, Heilbronn und Aschaffenburg wird in gleichem Rhythmus durch mehrere Regionalexpresslinien sowie nach Würzburg durch eine Regionalbahnlinie bedient.

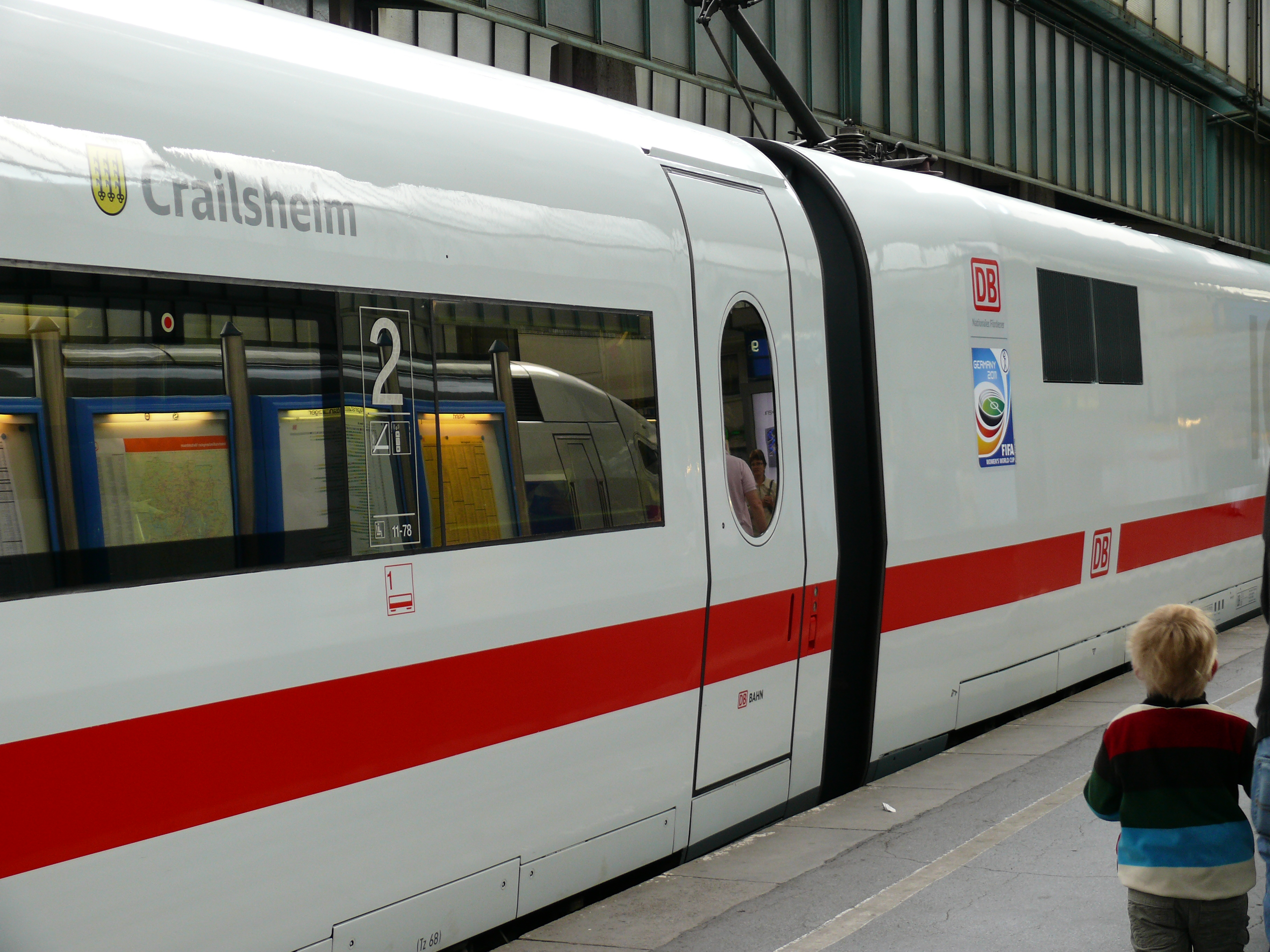
ICE 1 „Crailsheim“

Die Stadt Crailsheim ist seit dem 19. Oktober 2004 Namenspatin des ICE 1 mit der Triebzugnummer 401-168. Am 11. November 2017 kam der DB-Regio-Triebwagen 3442-700 der Bauart Bombardier Talent 2 hinzu.

#### Straße
Die Bundesstraße 290 führt von Bad Mergentheim im Nordwesten über die Hohenloher Ebene nach Crailsheim und von dort jagstaufwärts südlich weiter nach Ellwangen. Von Schwäbisch Hall im Westsüdwesten führt die Landesstraße 2218 über Crailsheim nach Dinkelsbühl im Ostsüdosten, ab der Landesgrenze zu Bayern als Staatsstraße 2218. Über Crailsheim verbindet die L 1066 Gaildorf im Südwesten mit Feuchtwangen im Osten, ab der Grenze als St 1066. Vor dem Bau der A 6 verlief auf der heutigen westlichen Trasse ab Schwäbisch Hall der L 2218 und der östlichen bis Feuchtwangen der L 1066 die alte B 14. Diese wurde in diesem Bereich zur Landesstraße herabgestuft.

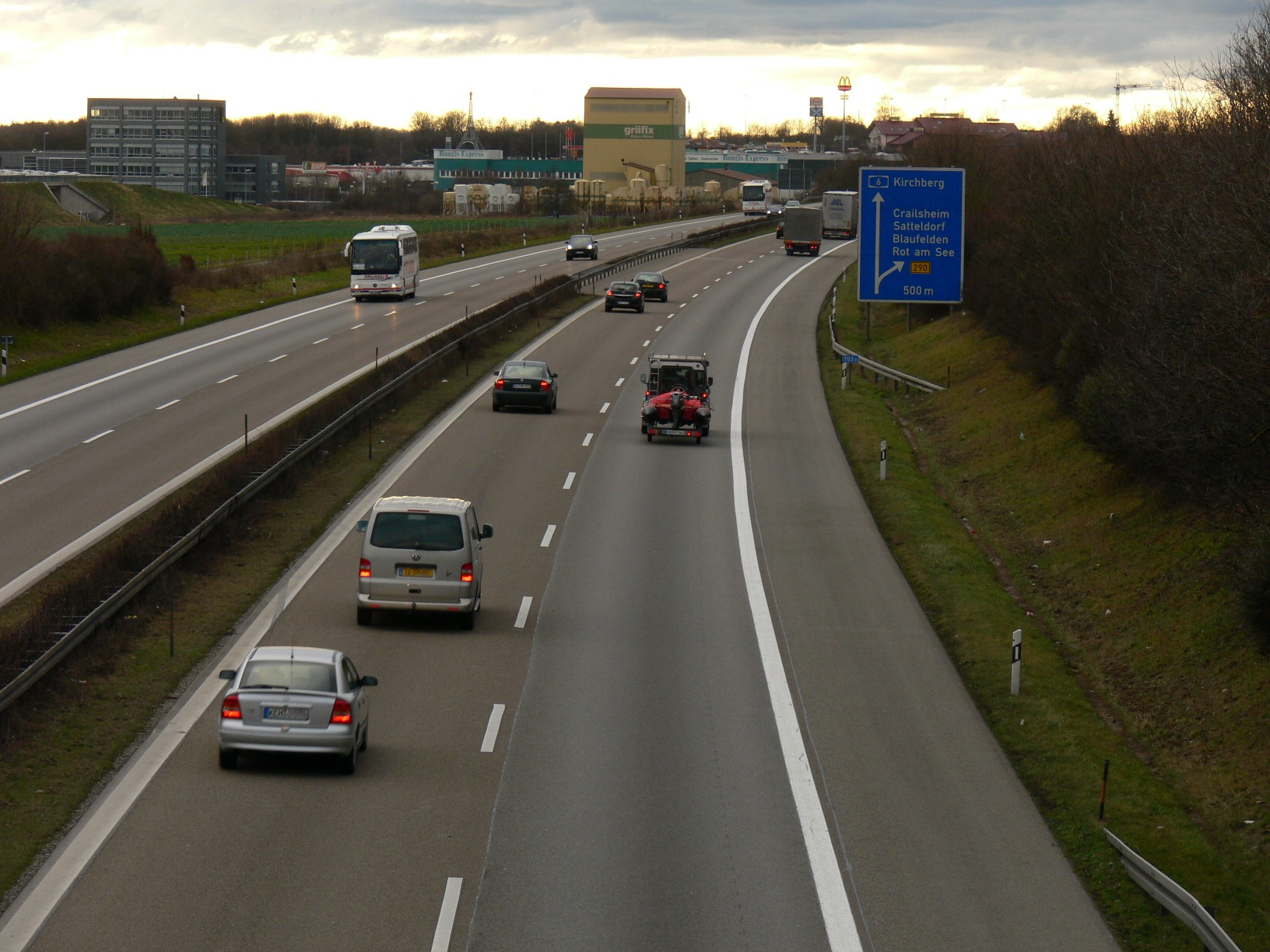
A 6: Abfahrt Crailsheim (bei Satteldorf)

Crailsheim hat über die B 290 etwa 5 km nördlich des Stadtzentrums bei Satteldorf Anschluss an die Bundesautobahn 6 Heilbronn–Nürnberg. Knapp 14 km nordöstlich der Stadt liegt das Autobahnkreuz Feuchtwangen/Crailsheim, an welchem die A 6 auf die A 7 Ulm–Würzburg trifft. Über die L 1066 erreicht man aus Crailsheim nach etwa 14 km im Osten die erste Anschlussstelle Feuchtwangen der A 7 südlich des Autobahnkreuzes, über die L 2218 nach etwa 12 km im Ostsüdosten ihre nächste Dinkelsbühl-Fichtenau. Beide Verbindungen führen zunächst über Steigen den steilen Westabhang der Frankenhöhe hinauf.

#### Nahverkehr
Den öffentlichen Personennahverkehr (ÖPNV) bedienen mehrere Buslinien. Der Betreiber des Stadtbusverkehrs ist die StadtBus Crailsheim SBC. Die Stadt gehört dem Verkehrsverbund KreisVerkehr Schwäbisch Hall an, dessen Linien im Crailsheimer Nahbereich zweistellige Nummern mit führender 5 oder 6 tragen.

#### Radverkehr
Durch Alltagsrouten aus dem Radnetz Baden-Württemberg ist Crailsheim 
- über den Stadtteil Roßfeld und über Ilshofen mit Schwäbisch Hall,
- über Satteldorf, Wallhausen, Rot am See, Blaufelden und Schrozberg mit Bad Mergentheim,
- über die Stadtteile Ingersheim und Jagstheim und über Jagstzell mit Ellwangen und
- über den Stadtteil Goldbach und über Kreßberg (Ortsteil Marktlustenau) Richtung Feuchtwangen verbunden.

Zudem bestehen als touristische Landes-Radfernwege:
- Der Kocher-Jagst-Radweg ist ein Rundkurs entlang der beiden Flüsse Kocher und Jagst zwischen Bad Friedrichshall und einer Querverbindung zwischen den Tälern bei Aalen (Stadtteil Unterkochen) und Lauchheim.
- Der Württemberger Tälerradweg führt von Crailsheim über den Stadtteil Goldbach und über Stimpfach (Ortsteile Weipertshofen und Rechenberg), Ellwangen und Aalen nach Ulm und weiter über Göppingen nach Schwäbisch Gmünd.

Crailsheim ist Mitglied in der Arbeitsgemeinschaft Fahrrad- und Fußgängerfreundlicher Kommunen in Baden-Württemberg e. V.

### Energie
Im neu erschlossenen Wohn- und Mischgebiet Hirtenwiesen (ehedem Gelände der Luftwaffe, später Kaserne der US-Streitkräfte) steht die größte zusammenhängende thermische Solaranlage Deutschlands mit derzeit 7500 m² Kollektorfläche. Die Anlage ersetzt 200.000 Liter Heizöl jährlich und vermeidet 500 Tonnen Treibhausgase.

### Medien
Seit 1838 erschien das Amts- und Intelligenzblatt für das Oberamt Crailsheim und die Umgebung. Daraus ging 1872 der Fränkische Grenzbote hervor, den es bis 1941 gab. In Crailsheim erscheint heute täglich das Hohenloher Tagblatt. Es wird vom Hohenloher Druck- und Verlagshaus Verlag Hohenloher Tagblatt Richter und Gebr. Wankmüller GmbH & Co KG (HDV) in Crailsheim herausgegeben und bezieht den überregionalen Mantel von der Südwest Presse aus Ulm. Wöchentlich erscheinen das seit Ende 1968 von der Stadtverwaltung herausgegebene Amtsblatt Crailsheimer Stadtblatt und das kostenlose Anzeigenblatt Hohenloher vom Verlag des Hohenloher Tagblatts.

### Gerichte, Behörden und Einrichtungen
Crailsheim ist Sitz eines Amtsgerichtes, das zum Landgerichtsbezirk Ellwangen und zum Oberlandesgerichtsbezirk Stuttgart gehört, sowie einiger Kammern des Arbeitsgerichts Heilbronn. Ferner gibt es eine Außenstelle des Finanzamts Schwäbisch Hall, eine Außenstelle des Landratsamts Schwäbisch Hall und ein Flurneuordnungsamt. Das Polizeirevier Crailsheim gehört organisatorisch zum Polizeipräsidium Aalen und ist zuständig für die Gemeinden des ehemaligen Kreises Crailsheim. Die kriminalpolizeiliche Sachbearbeitung übernimmt das Kriminalkommissariat in Schwäbisch Hall. Die Agentur für Arbeit ist in Crailsheim durch eine Zweigstelle vertreten.
Die Stadt ist ebenfalls Sitz des Kirchenbezirks Crailsheim der Evangelischen Landeskirche in Württemberg.

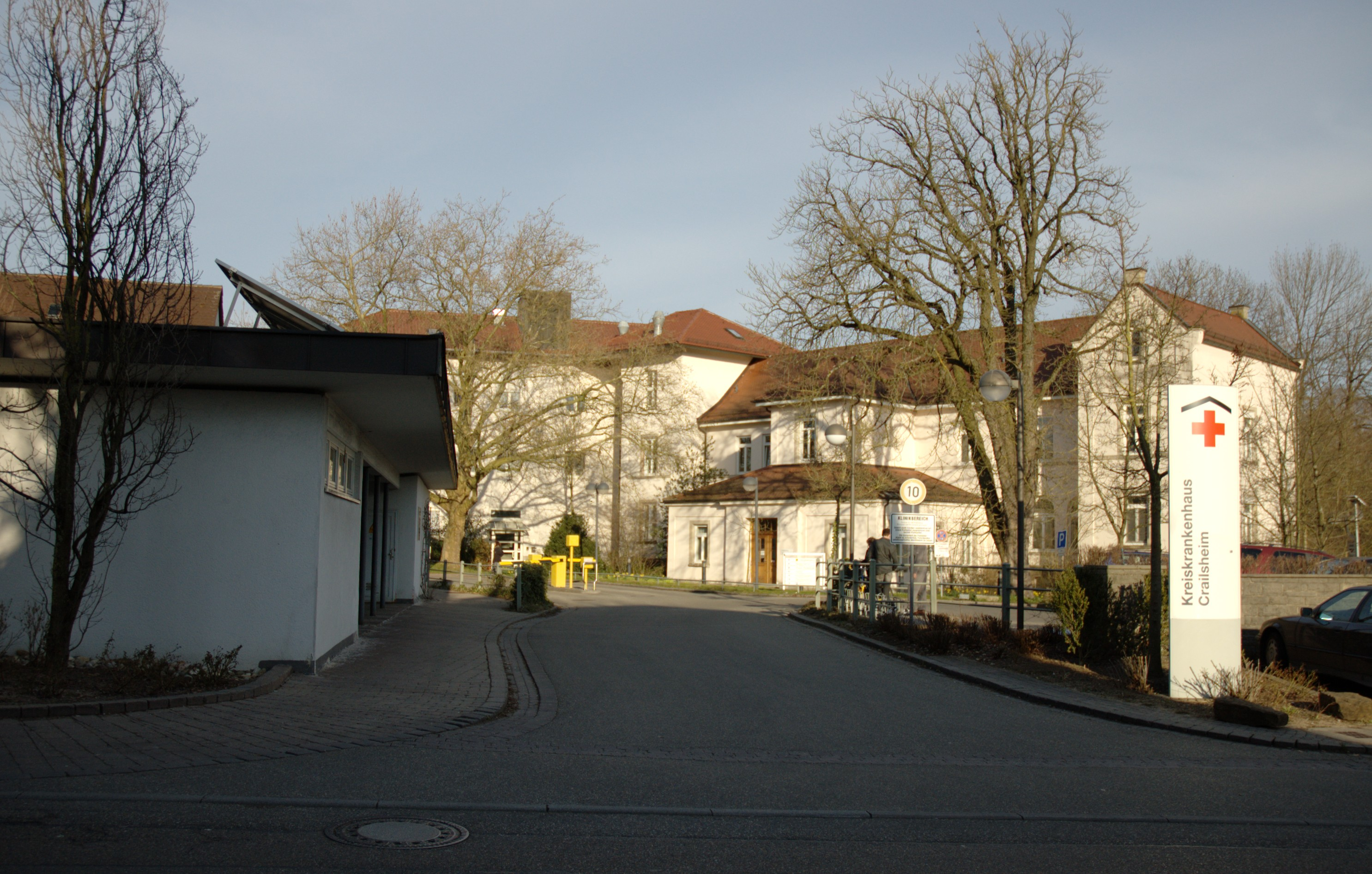
Ehemaliges Kreiskrankenhaus Crailsheim (heute Klinikum)

Am Rande der Innenstadt liegt das Klinikum Crailsheim, für das seit Mai 2013 ein Neubau errichtet wird, in direkter Nähe zum örtlichen Polizeirevier und zum Feuerwehrhaus der Freiwilligen Feuerwehr der Crailsheimer Kernstadt.

### Bildung
Die Stadt Crailsheim ist Träger von zwei Gymnasien (Albert-Schweitzer-Gymnasium und Lise-Meitner-Gymnasium), zwei Realschulen (Realschule am Karlsberg und Realschule zur Flügelau), einer Förderschule (Käthe-Kollwitz-Schule), zwei Grund- und Werkrealschulen (Eichendorffschule und Leonhard-Sachs-Schule) sowie von vier Grundschulen (Astrid-Lindgren-Schule, Geschwister-Scholl-Schule, Reußenbergschule und Schule Altenmünster).
Der Landkreis Schwäbisch Hall ist Träger der drei Beruflichen Schulen (Gewerbliche Schule mit technischem Gymnasium, Kaufmännische Schule mit Wirtschaftsgymnasium und Eugen-Grimminger-Schule – Hauswirtschaftliche und Landwirtschaftliche Schule mit sozialwissenschaftlichem Gymnasium) sowie der Schule für Sprachbehinderte.
Die Städtische Volkshochschule Crailsheim, zu deren Angebot unter anderem eine Abendrealschule gehört, sowie die Freie Akademie Albertus Magnus (Grundschule und Gymnasium) und die Freie Waldorfschule am Burgberg runden das Schulangebot in Crailsheim ab.

## Kultur und Sehenswürdigkeiten
Das Kulturangebot in Crailsheim ist mit einem vielseitigen Spektrum in Musik, Literatur, Theater und bildenden Künsten gefächert. Dabei gibt es sowohl städtische wie auch bürgerliche Kulturveranstaltungen. Das Städtische Museum befindet sich im ehemaligen Spital in Crailsheim.
Einer der Höhepunkte ist das Kulturwochenende, das jedes Jahr im Sommer veranstaltet wird. Das seit 1994 stattfindende Kulturfestival wird zum großen Teil von der Stadt finanziert und ist für jeden Besucher kostenlos.

### Bauwerke

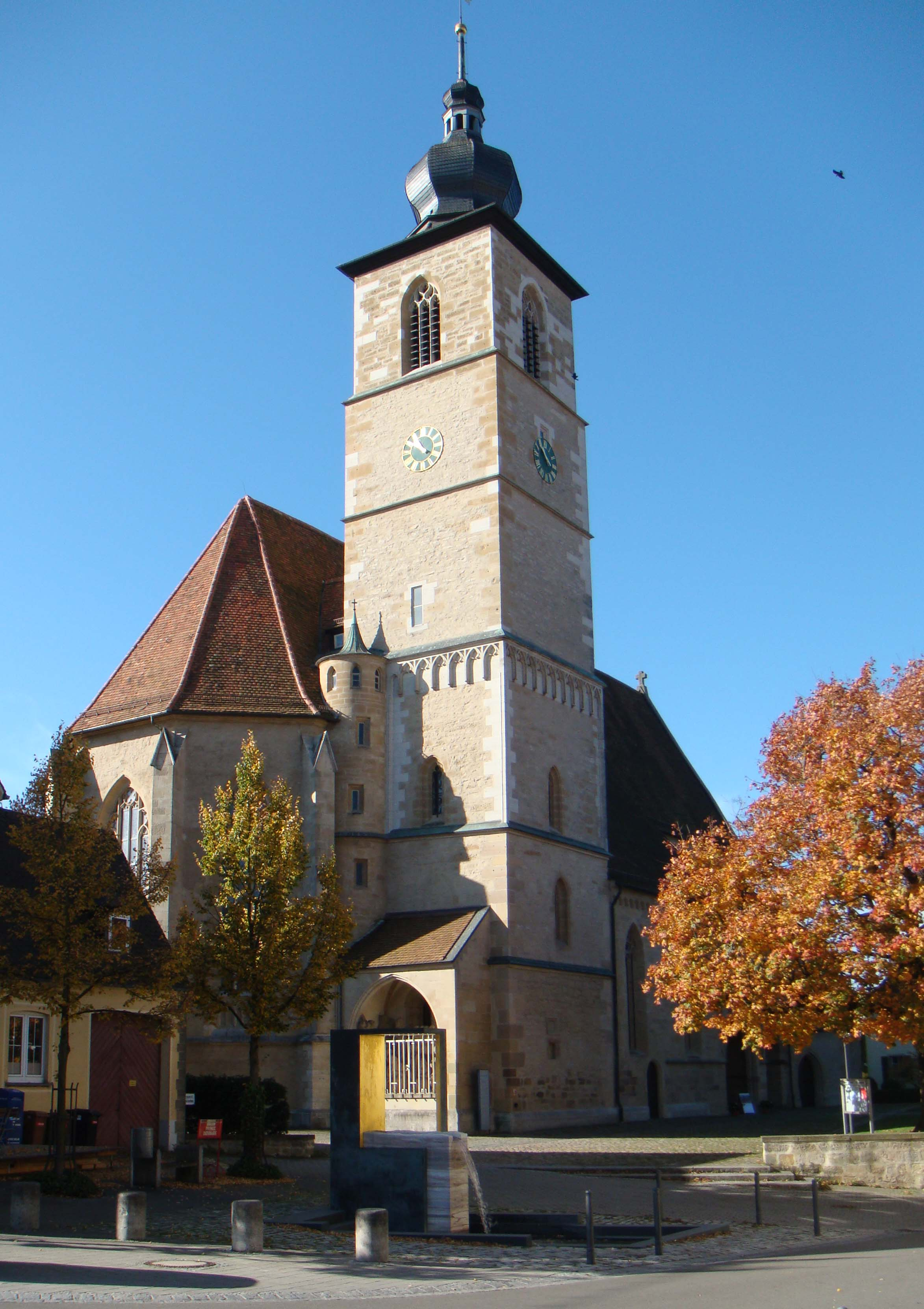
Johanneskirche

Crailsheim wurde als strategisch wichtiger Eisenbahnknotenpunkt im Zweiten Weltkrieg stark bombardiert und zu 80 Prozent zerstört. Erhalten blieben oder nach dem Krieg wiedererrichtet wurden von den historischen Gebäuden die 1393 geweihte Liebfrauenkapelle, die Johanneskirche (Bauzeit 1398–1440) und das Spital zum heiligen Geist von 1400 sowie der 57,5 m hohe Rathausturm. Dieser wurde in den Jahren 1717–1718 als Wachturm neu erbaut. Historisch nicht belegen lässt sich, dass der Rathausturm anlässlich des 200. Jubiläums der Reformation erbaut wurde. Eine entsprechende Tafel am Turm und die Bezeichnung des Turms als „höchstes Reformationsdenkmal der Welt“ sind unzutreffend. An der Nordostecke der Stadtmauer steht der aus der Stauferzeit stammende Diebsturm.
Außer der Johanneskirche und der Liebfrauenkapelle liegen in der Kernstadt noch die Gottesackerkapelle auf dem Ehrenfriedhof (erbaut 1579–1580, Turm von 1586), die katholische Pfarrkirche St. Bonifatius (erbaut 1886/87, doch 1966 durch einen turmlosen Neubau ersetzt), die katholische Kirche Zur Allerheiligsten Dreifaltigkeit (im örtlichen Sprachgebrauch Dreifaltigkeitskirche, erbaut 1964) sowie die derzeit katholisch-apostolische, davor aber römisch-katholische Kirche (erbaut im 19. Jh.).
Kirchenbauten in den anderen Stadtteilen: Evangelische Kirche Altenmünster, erbaut 1790 anstelle einer alten Kirche von 1444; evangelische Kirche Ingersheim, erbaut im spätgotischen Stil mit Turmchor und Wandmalereien von 1607 und 1701, das Schiff wurde 1961/62 neu angebaut; evangelische Kirche Goldbach von 1725 mit älteren Teilen; evangelische Kirche Jagstheim von 1764/65 mit Turm von 1719 sowie katholische Kirche St. Peter und Paul Jagstheim; evangelische Kirche Onolzheim von 1755, 1863 verlängert sowie katholische Kirche Christus König Onolzheim; evangelische Kirche Roßfeld, 1714 umgebaut; evangelische Kirche Tiefenbach mit mittelalterlichem Chor und Schiff von 1512, 1707 und 1969 vergrößert; evangelische Kirche Triensbach mit spätbarockem Schiff von 1725; evangelische Kirche Westgartshausen mit spätmittelalterlichem Turmchor und Schiff von 1610 sowie katholische Kirche Heilig-Geist Westgartshausen.
Auffällig im Stadtbild ist auch der 1912 erbaute Wasserturm, der die Dampflokomotiven mit Wasser aus der Jagst versorgte. Mittlerweile ist der Turm nur noch zu mieten.
Das Landesherrliche Schloss Schloss Crailsheim, das wiederholt als markgräflicher Witwensitz der Hohenzollern diente, wurde im April 1945 während des Zweiten Weltkriegs komplett zerstört und anschließend abgebrochen.

### Gedenkstätten

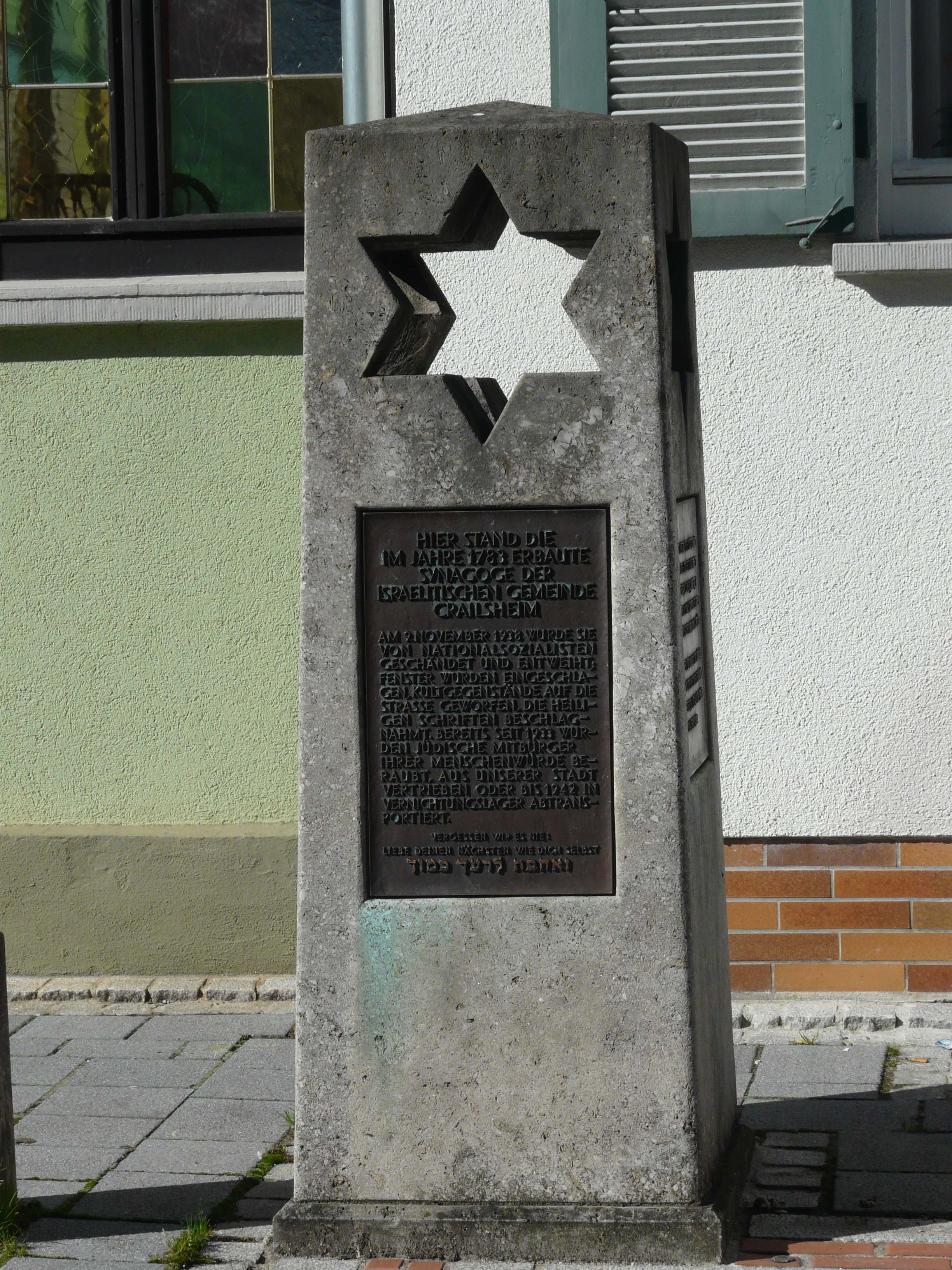
Gedenkstein am Ort der ehemaligen Crailsheimer Synagoge

Seit 1990 erinnert eine weiße Muschelkalk-Stele in der Adam-Weiß-Straße an die ehemals hier stehende Synagoge, die 1938 von SA-Männern geschändet wurde und 1945 dann dem Luftkrieg zum Opfer fiel. Sie ist zugleich Gedenkstein für die jüdischen Mitbürger, die verfolgt und 1942 zur Vernichtung deportiert wurden. Auf dem jüdischen Friedhof Crailsheim in der Beuerlbacher Straße erinnert eine Gedenkstätte mit einer Tafel von 52 Namen an die Crailsheimer Juden, die Opfer des Nationalsozialismus wurden. Zudem wurden am 13. November 2012 die ersten vier Stolpersteine verlegt.

### Horaffensage

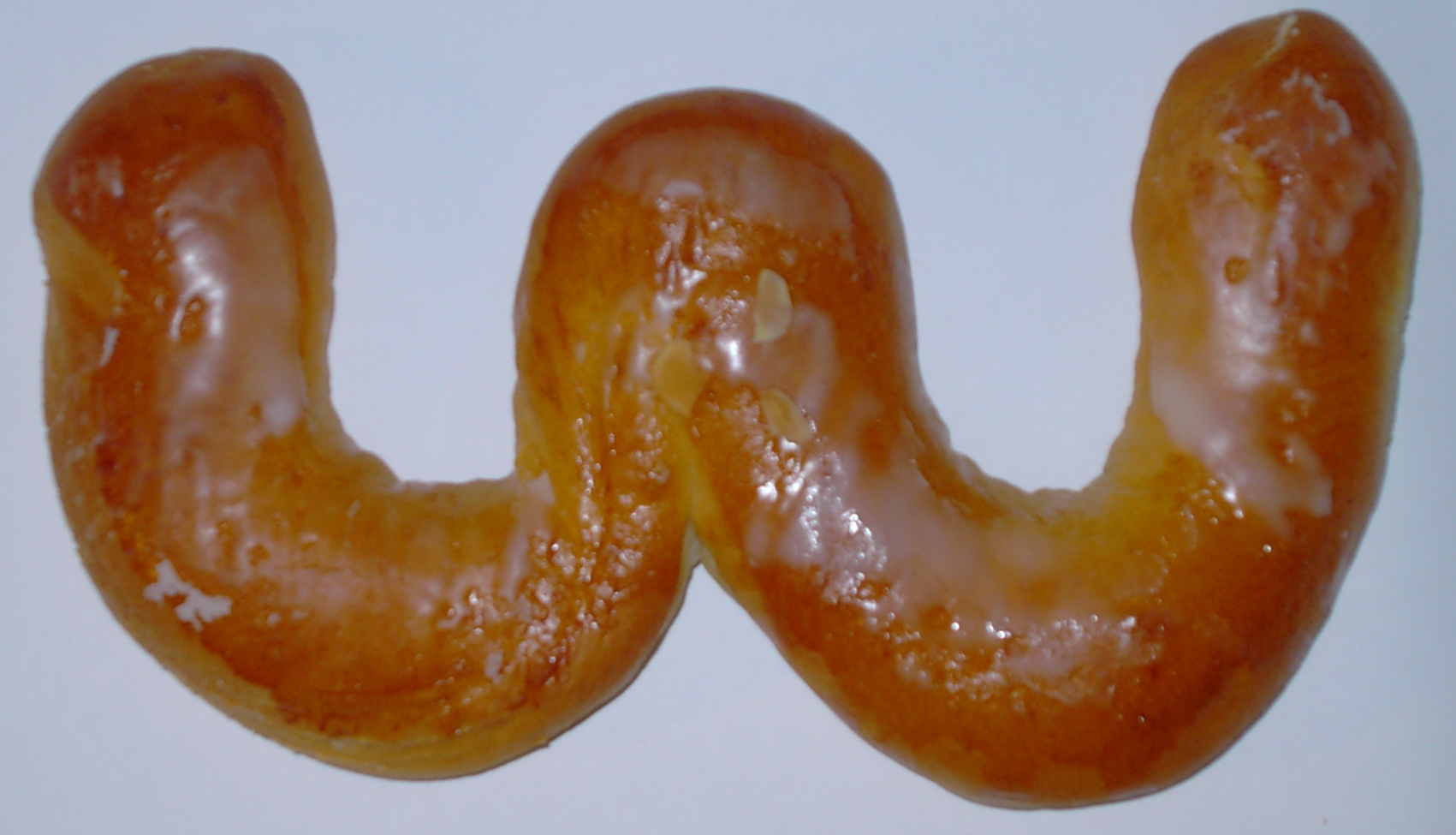
Ein Horaff, wie er am Stadtfeiertag an die Schüler verteilt wird

Stolz sind die Crailsheimer auf ihre Stadtsage vom „Horaffen“: Nach einer fünfmonatigen Belagerung durch die verbündeten Reichsstädte Schwäbisch Hall, Rothenburg ob der Tauber und Dinkelsbühl im Winter 1379/1380 gingen die Lebensmittel der Crailsheimer zur Neige. Angesichts der ernsten Lage griff man zu einer List.
Mit dem letzten Mehl buken die Frauen die traditionellen Hörnchen, Horaffen genannt, und warfen sie den Belagerern über die Stadtmauer. Dann stieg die Bürgermeistergattin auf die Stadtmauer, die dickste Frau der Stadt, und zeigte den Belagerern ihr blankes, ausladendes Hinterteil. Angesichts des demonstrierten Überflusses und der wohlgenährten Bürgermeistergattin sahen die Feinde ihre Belagerung als aussichtslos an und zogen am Mittwoch vor Estomihi (7. Sonntag vor Ostern im Kirchenkalender) im Jahr 1380 (1. Februar) ab.
Der Stadtfeiertag wird heute noch jedes Jahr am Mittwoch vor Estomihi mit Beflaggung der Stadt und einem kleinen Festakt, ergänzt seit vielen Jahren um einen ökumenischen Gottesdienst, einen heimatgeschichtlichen Abend und eine Horaffengala am Wochenende vor dem eigentlichen Stadtfeiertag, begangen. An diesem beweglichen Jahrestag verteilen die örtlichen Bäckereien Horaffengebäck aus Hefeteig an alle Schul- und Kindergartenkinder. Die Form des Horaffens erinnert angeblich an das Hinterteil der Bürgermeistersfrau. Es geht auf ein altes keltisches Abwehrzeichen zurück, das früher auch über Haustüren angebracht wurde. Die Bezeichnung Horaffen für die Crailsheimer, ein Schmähwort der abziehenden reichsstädtischen Truppen, ist noch heute gelegentlich zu lesen und zu hören, aber heute meist weniger herabsetzend gemeint.

### Sport
Die Frauen des TSV Crailsheim spielen nach ihrem Abstieg 2009 in der 2. Fußball-Bundesliga Süd. Die Mannschaft der Männer spielten zeitweise in der Fußball-Oberliga Baden-Württemberg. Derzeit gehören sie der Verbandsliga Württemberg an.
Die Basketballer der Crailsheim Merlins spielen ab der Saison 2018/19 in der easyCredit Basketball Bundesliga, der höchsten Spielklasse Deutschlands. Die Heimspiele werden in der Arena Hohenlohe und nicht mehr in der Crailsheimer HAKRO-Arena (früher Crailsheimer Sportarena) ausgetragen.
Die Crailsheim Hurricanes, die Damen der Footballabteilung der Crailsheim Titans, spielen in der 1. Liga der DBL. Die Hurricanes gehören zu den stärksten Damenmannschaften in Europa und stellen regelmäßig einige Spielerinnen für die Nationalmannschaft.

### Regelmäßige Veranstaltungen

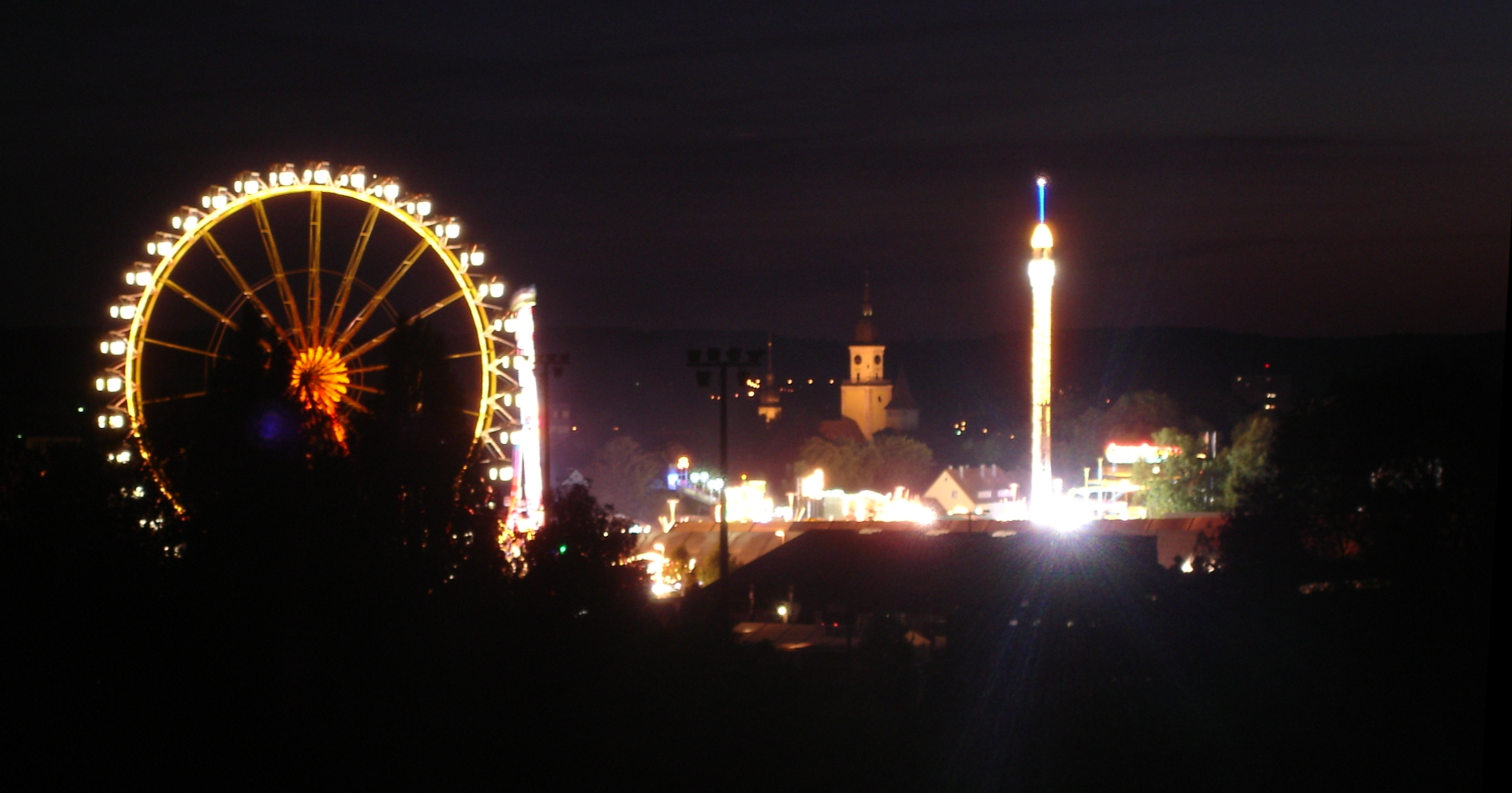
Volksfest 2005 bei Nacht

- Höhepunkt im Jahresablauf und die sogenannte fünfte Jahreszeit in Crailsheim ist das „Fränkische Volksfest“, das jährlich über 250.000 Besucher anzieht. Es dauert vier Tage und beginnt traditionell am Freitag vor dem zweitletzten Montag im September. Während des seit 1841 abgehaltenen Volksfestes werden zwei Festzüge (samstags und sonntags) abgehalten und es finden zahlreiche Viehprämierungen statt. Wichtigster Bestandteil aber ist heute ein Vergnügungspark auf 40.000 Quadratmetern mit Fahrgeschäften, Buden und zwei großen Bierzelten.
- Bis ca. 2002 fand im Frühling ebenfalls auf dem Volksfestplatz das Crailsheimer Frühlingsfest statt.
- Immer am letzten Juniwochenende fand von 1985 bis 2011 das Crailsheimer Wirtefest statt.
- Mitte Juli findet das traditionelle Parkfest der historischen Bürgerwache Crailsheim im Park an der Spitalstraße statt
- Ende August findet im Stadtteil Goldbach das Goldbacher Lichterfest statt, dass von den Bürgern des Stadtteils organisiert wird.
- Im Oktober findet seit 2012 das Suppenfest auf dem Schweinemarktplatz statt, bei der Gäste gegen einen Pauschalpreis Suppen aus allen Teilen der Welt verkosten können.
- Mitte Oktober findet im Stadtteil Onolzheim der Hammeltanz an zwei Tagen (sonntags und montags) statt. Es wird durch Onolzheim ein ca. 1,5-stündiger Festzug an beiden Tagen durchgeführt.
- Ende Oktober findet seit 2018 im zweijährigen Wechsel die Lange Nacht der Türme sowie seit 2019 die Nacht der offenen Kirchen statt.
- Seit 1996 wird im Sommer über vier Tage in der Innenstadt von Crailsheim ein Kulturwochenende unter freiem Himmel abgehalten, mit Musik, Theater, Tanz, Comedy und Kunst rund um das Rathaus und im Spitalpark.
- Ende November findet der kulinarische Weihnachtsmarkt auf dem Schweinemarktplatz und rund um das Rathaus statt.